# Neoblasta sublimbata
Neoblasta sublimbata là một loài bướm đêm trong họ Geometridae.